# Paul Wahl
För passagerafartyget Paul Wahl, se S/S Paul Wahl

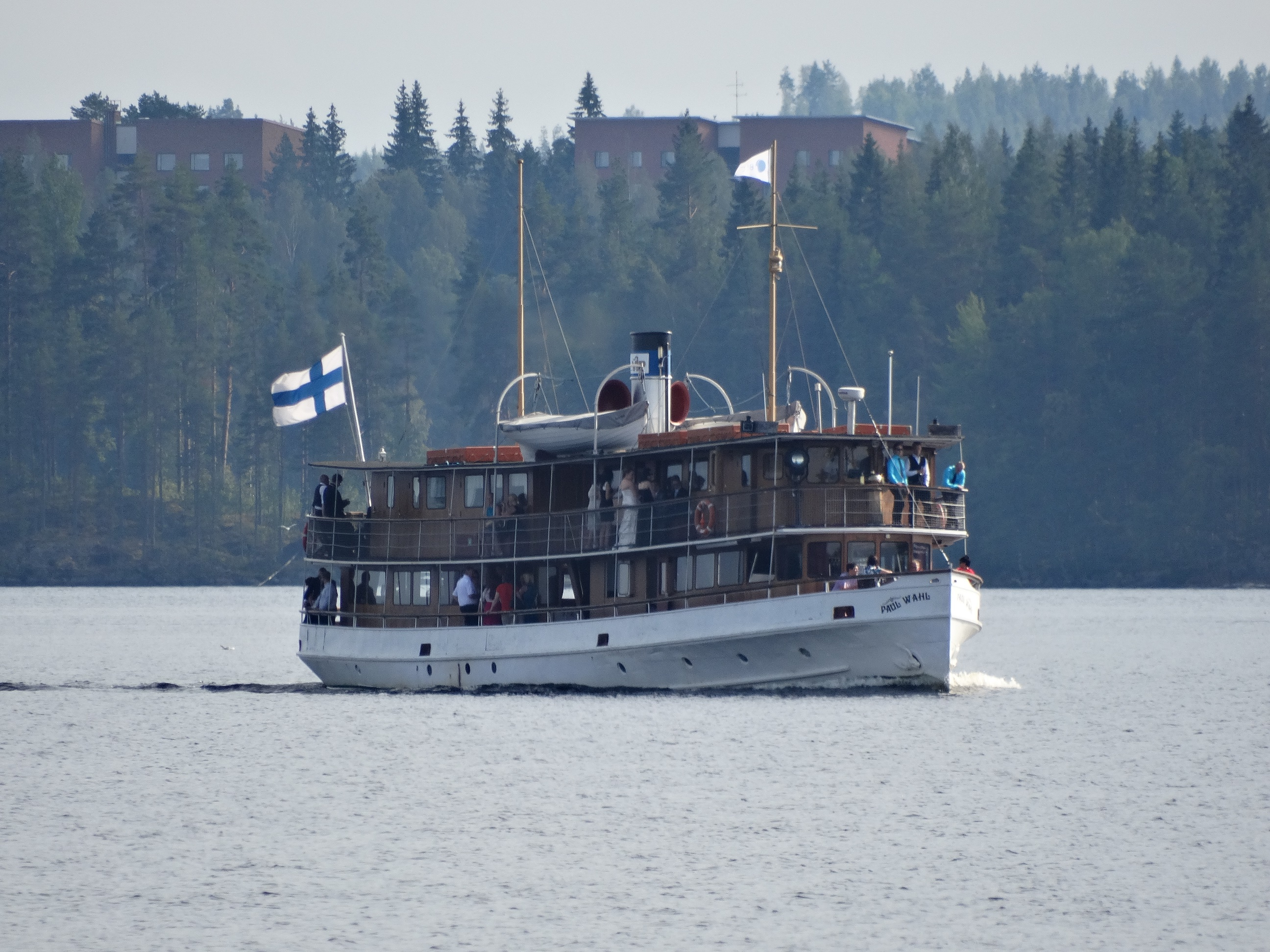
S/S Paul Wahl, byggd 1919 på Varkaus bruk

Carl August Paul Wahl, född 30 december 1797 i Viborg, död 19 december 1872 i Viborg, var en finländsk företagare.
Paul Wahl var son till teologen August Gottfried Wahl (1746–1830), som var kyrkoherde i tyska församlingen i Viborg, och Auguste Behaghel von Adlerskron, som det yngsta av fyra syskon. Han var elev i den  tysktalande Kreisschule i Viborg samt i Viborgs gymnasium. Efter avbrott i gymnasiestudierna var han praktikant i handelshuset Hackman & Co i Viborg. Där stannande han, senare som kontorist, och från 1829 som delägare, i mer än 30 år. Under en period studerade han bankverksamhet hos bankiren A.F. von Rail i Sankt Petersburg. Från 1830 bedrev han också en egen handelsrörelse vid sidan om och köpte bland annat 1834, tillsammans med Erik Johan Längman, det då nedgångna Warkaus bruk i Varkaus. Från 1846 blev Paul Wahl ensam ägare av Warkaus bruk.
Som delägare i Hackmans & Co ägde han sedan 1840-talet en andel i Finlands första ångfartyg, S/S Ilmarinen, byggt 1833. Han utökade sin verksamhet som redare på 1860-talet, och transporterade med förhållandevis små fartyg smidesvaror, sågvaror och livsmedel.
Före Krimkrigets utbrott 1853 ägde handelshuset fem fartyg och var därmed ett av de största rederierna i Viborg.
Efter det att han upphörde som delägare i Hackmans 1848, grundade han 1850  sitt eget handelshus, Paul Wahl & Co, med säte i Viborg. Det sysslade huvudsakligen med handel i sågade varor och ägde ett stort antal vattensågar i Saimens vattensystem, bland annat landets största, Miettula i Puumala. Handelshusets största företag var Warkaus bruk, men det köpte också andra bruk i östra Finland. Bland annat anlades industrier vid mynningen av Kymmene älv. Han var 1862 grundande delägare i Nordiska aktiebanken för handel och industri. 
Paul Wahl var gift första gången från 1824 med Amalia Elisabet Frankenhaeuser (1806–44), andra gången från 1847 med Therese Friedrike von Seck  och tredje gången från 1855 med Augusta Wilhelmina Schönjann (1821–1889).
Han hade åtta barn i det första äktenskapet och tre i det andra. En av sonsönerna var Harry Wahl.
Efter Paul Wahl död delades handelshusets ledning mellan hans tre söner. Fredrik Wahl (1825–1883) skötte export- och importhandeln av handelshuset i Viborg, Paul Wahl den yngre (1830–1875) skötte Varkaus industrianläggningar och Carl Wahl (1839–1880) ansvarade för sågverken vid mynningen. av Kymmene älv och utförsel av virke därifrån. Wahls söner dog dock strax efter Wahl själv, medan handelshuset förblev ägt av familjen Wahl som en firma till 1909, då det omorganiserades till ett aktiebolag, vars verksamhet då såldes ut.